# Band of Brothers
Band of Brothers là một loạt phim truyền hình Mỹ nói về những người lính ở đại đội Easy, Sư đoàn lính dù 101 của Mỹ trong Thế chiến thứ 2, từ cuộc đổ bộ bằng dù xuống Normandy, Pháp, chiến dịch Market Garden đến những trận đánh ở Bastogne và kết thúc cuộc chiến ở Đức. Bộ phim được sản xuất dựa trên cuốn sách nổi tiếng cùng tên của Stephen Ambrose.
Phim trình chiếu lần đầu vào năm 2001 và được phát lại nhiều lần từ đó đến nay. Mở đầu bộ phim thường là đoạn phỏng vấn những cựu chiến binh của đại đội Easy. Họ là những người còn sống và kể lại cho chúng ta nghe những gian nan mà chính họ phải nếm trải. Tuy nhiên, danh tính của những cựu chiến binh này được giữ kín cho đến gần hết phim, khi đoạn phỏng vấn cuối cùng có tên của những nhân vật đã xuất hiện tương ứng với những người lính thật. Phim do Tom Hanks và một số người khác làm đạo diễn.

## Nội dung
Bộ phim là một câu chuyện hào hùng về lịch sử "Vàng" của quân đội Mỹ bên cạnh tình đồng đội của những người lính trong suốt câu chuyện. Tất cả đều dựa vào câu chuyện thật của các cựu chiến binh của sư đoàn lính nhảy dù 101.

## Diễn viên
- Damian Lewis vai Richard Winters
- Ron Livingston vai Lewis Nixon
- Donnie Wahlberg vai Carwood Lipton
- Scott Grimes vai Donald Malarkey
- Peter Youngblood Hills vai Darrell "Shifty" Powers
- Shane Taylor vai Eugene "Doc" Roe
- Michael Cudlitz vai Denver "Bull" Randleman
- Neal McDonough vai Lynn "Buck" Compton
- Nicholas Aaron vai Robert "Popeye" Wynn
- Eion Bailey vai David Kenyon Webster
- Marc Warren vai Albert Blithe
- Stephen Graham vai Myron "Mike" Ranney
- Tom Hardy vai John Janovec
- Simon Pegg vai William S. Evans
- James McAvoy vai James W. Miller

Và nhiều diễn viên khác